# Ignata brasiliensis
Ignata brasiliensis is een vlinder uit de familie van de Lycaenidae. De wetenschappelijke naam van de soort werd als Thecla brasiliensis in 1928 gepubliceerd door Talbot.

## Synoniemen
- Thecla catamarquensis Hayward, 1967